# Lara Jill Miller
Pour les articles homonymes, voir Miller.
Lara Jill Miller est une actrice américaine née le 20 avril 1967 à Allentown, Pennsylvanie (États-Unis).

## Filmographie
- 1986 : Touch and Go : Courtney
- 1999 : The Amanda Show (série télévisée) : Kathy (unknown episodes, 1999-2000)
- 2000 : Digimon - Le film (Digimon: The Movie) : Kari / Young Kari (voix)
- Depuis 2001 : Les Super Nanas (série télévisée) : Additional voices (voix)
- 2003 : Astro Boy tetsuwan atomu (série télévisée) : Alejo, Additional Voices (unknown episodes)
- 2003 : Clifford's Puppy Days (série télévisée) : Puppy Clifford (unknown episodes)
- 2005 : Zatch Bell! (série télévisée) : Koko, Additional Voices (unknown episodes)
- 2005 : The Life and Times of Juniper Lee (série télévisée) : Juniper Lee, Additional Voices (unknown episodes)
- 2006 : Wow! Wow! Wubbzy! (série télévisée) : Widget (voix)